# Szvicsa
A Szvicsa (ukránul: Свіча) folyó Ukrajna Ivano-frankivszki és Lvivi területén, a Dnyeszter jobb oldali mellékvize. Hossza 107 km, vízgyűjtő területe 1493 km². Esése 8,3 m/km. A Máramarosi-Verhovinán (Belső-Gorgánok) ered. Felső folyásán a Turkai-Verhovina és a Gorgánok közötti határt jelenti.

## Települések a folyó mentén
- Miszlivka(wd) (Мислівка)
- Vihoda(wd) (Вигода)
- Zsuravno(wd) (Журавно)

## Mellékvizek
Jelentősebb mellékvizei (zárójelben a torkolattól mért távolság):
- Mizunka
- Vitvicja
- Krekhivka
- Szukil
- Turjánka
- Dubravka
- Lushchava
- Nichych
- Ilnytsia
- Sadzhava